# Йоанис Пулакас
Йоанис К. Пулакас или Булакас (на гръцки: Ιωάννης Κ. Πούλακας или Μπούλακας) е гръцки андартски капитан, деец на гръцката въоръжена пропаганда в Македония.

## Биография
Пулакас е роден в Терисо на остров Крит, тогава в Османската империя, Гърция. В периода 1903 - 1908 година е капитан на андартска чета от 98 души, действаща срещу дейци на ВМОРО. Сътрудничи си с Павлос Мелас, както и с Илияс Пинис. С четата си дава сражения на българските чети на ВМОРО в сътрудничество с Лаки Пирза и Йован Фистов.
На 12 или 13 февруари четата на Пулакас по поръка на костурския владика Германос Каравангелис убива негованчанина отец Кристо Неговани, който отваря в 1897 година албанско училище в Негован и прави опит за събуждане на албанско национално съзнание у съселяните си. При същото влизане в Негован Пулакас убива румънеещите се власи Г. Томаидис и поп Теодосий, както и българите Типо и Нико Влаха, племенник на Митре Влаха.
Четата на Пулакас е част от обединената гръцка чета, която напада село Загоричани на 25 март 1905 година и извършва Загоричанското клане. По нареждане на Германос Каравангелис обединената чета напада българското село Загоричани и извършват страшно клане, в което загиват около 100 души, а цялото село е изгорено.
На 21 април 1905 година се сражава в Мурик заедно с Петрос Манос (Вергас) с турски части. Оттегля се в Богатско на 2 септември 1905 г.
Убит е в 1908 година при сбиване в хазартен клуб в Атина, Гърция.
Стаматис Раптис пише обемното съчинение „Капитан Пулакас“ (Ο καπετάν Πούλακας), посветено на Йоанис Пулакас и изпълнено с истини и лъжи за гръцката пропаганда в Македония от началото на XX век.
- Гръцка пощенска картичка със снимка на Пулакас, фалшиво разположена в планината Синяк
- Четата на Пулакас, фалшиво разположена в Синяк